# Brothers In Arms - The Musical
Brothers In Arms - The Musical (tidigare Ingenmansland - Minnen Från Bosnien) är en svensk musikal av Daniel Engström och Daniel Bergström som utspelar sig i ett fiktivt inbördeskrig. Föreställningen har spelats vid ett flertal olika tillfällen sedan 1999 då musikalen uppfördes för första gången. 
Uppsättningarna har ofta skett i samarbete med olika välgörenhetsorganisationer och institutioner, bland annat Sida, Rädda Barnen, Kungliga Musikhögskolan i Stockholm, Ship To Bosnia, Svenska kyrkan, Musikhögskolan i Sarajevo och Artister För Fred. Föreställningen har under åren framförts både som komplett uppsättning och som konsertversion i ett flertal städer, bland annat Stockholm, Linköping, Luleå, Uppsala och Washington D.C. samt de bosniska städerna Sarajevo, Mostar och Lipnica.

## Handling
Historien i Brothers In Arms - The Musical är påhittad, men är influerad av ödet kring Bosko Brkic och Admira Ismic, serb respektive bosniak, som föll offer för krypskyttar när de försökte fly det belägrade Sarajevo i maj 1993. Paret kom att kallas "Romeo och Julia i Sarajevo" och bilden av de två, skjutna på Vrbanja-bron i Sarajevo, blev något av en symbol för kriget i det forna Jugoslavien. Även om historien är influerad av krigets Bosnien, utspelar sig handlingen i ett fiktivt inbördeskrig någonstans i världen. 

## Medverkande
Under åren har olika artister medverkat i Brothers In Arms - The Musical, bland annat: Daniel Engman, My Blomqvist, Daniel Sjöberg.

## Övrigt
Under åren som gått har föreställningen genomgått diverse omskrivningar och namnbyten. Det nuvarande namnet tillkom 2015.